# Giovanni Bausan
Giovanni Bausan (* 1757 in Gaeta; † 1825 in Sorrent) war ein Marineoffizier und Politiker des Königreiches Neapel.

## Leben
Bausan entstammte einer neapolitanischen Adelsfamilie. Er nahm nach seinem Eintritt in die neapolitanische Marine an Bord von britischen Kriegsschiffen am Amerikanischen Unabhängigkeitskrieg teil. Nachdem Napoleon auch das Königreich Neapel erobert hatte, folgte Bausan König Ferdinand IV. für kurze Zeit ins Exil nach Sizilien, das die Bourbonen mit britischer Hilfe weiterhin unter ihrer Kontrolle halten konnten. Wie viele andere Offiziere war auch er über die britische Einmischung in die inneren Angelegenheiten Neapels und auch über die Nachgiebigkeit des Königs verbittert. Als die Parthenopäische Republik ausgerufen wurde, ging er nach Neapel zurück und verteidigte sie. 1806 kehrte er aus dem französischen Exil zurück und kämpfte unter Joachim Murat gegen die Briten. Im März 1807 scheiterte er beim Versuch, die Briten von Capri zu vertreiben, die von der Insel aus den Golf und den Hafen von Neapel kontrollierten. Erst im Oktober 1808 gelang Franzosen und Neapolitanern die Eroberung Capris.
Am 11. Juni 1809 liefen bourbonische und britische Flottenverbände aus sizilianischen Häfen aus, um die Parthenopäische Republik an verschiedenen Stellen anzugreifen. Am 24. Juni 1809 besetzten Briten und Bourbonen Ischia und Procida. Am 25. Juni schickte Murat Giovanni Bausan mit zwei Kriegsschiffen und acht Kanonenbooten nach Ischia, um die dortige Garnison zu unterstützen. Nachdem es am noch am selben Tag und auch am 26. Juni zu ersten verlustreichen Gefechten gekommen war, erhielt Bausan den Befehl, nach Neapel zurückzukehren. Bei Punta di Posillipo griffen ihn die Briten mit der Fregatte Cyane, mit der Brigantine Espoir und etwa 30 Kanonenbooten an. Das nachfolgende Gefecht zog sich bis unter die Hafenbatterien Neapels hin. Bausans Schiff Cenere und die britische Cyane wurden schwer beschädigt. Murat und eine große Menschenmenge verfolgten das Geschehen vom Ufer aus. Als die Briten erfolglos abzogen, wurde Bausan von Murat unmittelbar befördert und erhielt eine hohe Auszeichnung.
Während der Revolution des Jahres 1820 war er Abgeordneter im Revolutionsparlament.
In Neapel wurde eine Straße nach Giovanni Bausan benannt, später benannte die 
italienische Marine Torpedoboote und U-Boote nach ihm.
| Personendaten    | Personendaten                                        |
| ---------------- | ---------------------------------------------------- |
| NAME             | Bausan, Giovanni                                     |
| KURZBESCHREIBUNG | Marineoffizier und Politiker des Königreiches Neapel |
| GEBURTSDATUM     | 1757                                                 |
| GEBURTSORT       | Gaeta, Italien                                       |
| STERBEDATUM      | 1825                                                 |
| STERBEORT        | Sorrent, Italien                                     |